# 扎卡里 (路易斯安那州)
扎卡里（英語：Zachary），是美国路易斯安那州下属的一座城市。根据2010年美国人口普查，该市有人口14,960人。建置上，属于“city”。